# غراس فالي (كاليفورنيا)
غراس فالي (بالإنجليزية: Grass Valley)‏ هي إحدى مدن مقاطعة نيفادا، كاليفورنيا. تم إعطاءها لقب مدينة في 13 مارس، 1893.

## التركيبة السكانية
حدّد مكتب تعداد الولايات المتحدة بيانات التركيبة السكانية لغراس فالي في تعداد الولايات المتحدة. في ما يلي، التركيبة السكانية حسب تعدادي 2000 و2010.

### تعداد عام 2000
بلغ عدد سكان غراس فالي 10,922 نسمة بحسب تعداد عام 2000، وبلغ عدد الأسر 5,016 أسرة وعدد العائلات 2,677 عائلة مقيمة في المدينة. في حين سجلت الكثافة السكانية 803.7 نسمة لكل كيلومتر مربع (2,081.6/ميل2). وبلغ عدد الوحدات السكنية 5,266 وحدة بمتوسط كثافة قدره 387.5 لكل كيلومتر مربع (1,003.6/ميل2).
وتوزع التركيب العرقي للمدينة بنسبة 91.91% من البيض و0.27% من الأمريكيين الأفارقة و1.34% من الأمريكيين الأصليين و1.05% من الأمريكيين ذوي الأصول الآسيوية و0.07% من سكان جزر المحيط الهادئ و1.66% من الأعراق الأخرى و3.71% من عرقين مختلطين أو أكثر و6.56% من الهسبانيون أو اللاتينيون من أي عرق.
بلغ عدد الأسر 5,016 أسرة كانت نسبة 29.1% منها لديها أطفال تحت سن الثامنة عشر تعيش معهم، وبلغت نسبة الأزواج القاطنين مع بعضهم البعض 32.4% من أصل المجموع الكلي للأسر، ونسبة 16.3% من الأسر كان لديها معيلات من الإناث دون وجود شريك، بينما كانت نسبة 4.6% من الأسر لديها معيلون من الذكور دون وجود شريكة وكانت نسبة 46.6% من غير العائلات. تألفت نسبة 39.1% من أصل جميع الأسر من عدة أفراد يعيشون في نفس المنزل ونسبة 20.3% كانت تتألف من شخص يعيش بمفرده يبلغ من العمر 65 عاماً أو أكثر. وبلغ متوسط حجم الأسرة المعيشية 2.13، أما متوسط حجم العائلات فبلغ 2.80.
بلغ العمر الوسطي للسكان 39.3 عاماً. وكانت نسبة 23.3% من القاطنين تحت سن الثامنة عشر، وكانت نسبة 9.3% بين الثامنة عشر والرابعة والعشرين عاماً، ونسبة 25% كانت واقعةً في الفئة العمرية ما بين الخامسة والعشرين والرابعة والأربعين عاماً، ونسبة 20.2% كانت ما بين الخامسة والأربعين والرابعة والستين، ونسبة 19.7% كانت ضمن فئة الخامسة والستين عاماً فما فوق. يوجد لكل 100 أنثى 84.0 ذكر، ويوجد لكل 100 أنثى في الثامنة عشر من عمرها فما فوق 77.5 ذكر.
بلغ متوسط دخل الأسرة في المدينة 28,182 دولارًا، أما متوسط دخل العائلة فبلغ 33,220 دولارًا. وكان متوسط دخل الذكور 32,568 دولارًا مقابل 21,915 دولارًا للإناث. وسجل دخل الفرد الخاص بالمدينة 16,877 دولارًا. وكانت نسبة 12.9% من العائلات ونسبة 14.9% من السكان تحت خط الفقر، وكان من هؤلاء نسبة 20.3% تحت سن الثامنة عشر ونسبة 6.3% في الخامسة والستين من العمر وما فوق.

### تعداد عام 2010
بلغ عدد سكان غراس فالي 12,860 نسمة بحسب تعداد عام 2010، وبلغ عدد الأسر 6,077 أسرة وعدد العائلات 2,961 عائلة مقيمة في المدينة. في حين سجلت الكثافة السكانية 946.3 نسمة لكل كيلومتر مربع (2,450.9/ميل2). وبلغ عدد الوحدات السكنية 6,637 وحدة بمتوسط كثافة قدره 488.4 لكل كيلومتر مربع (1,265.0/ميل2).
وتوزع التركيب العرقي للمدينة بنسبة 89.37% من البيض و0.36% من الأمريكيين الأفارقة و1.62% من الأمريكيين الأصليين و1.46% من الأمريكيين ذوي الأصول الآسيوية و0.07% من سكان جزر المحيط الهادئ و3.26% من الأعراق الأخرى و3.86% من عرقين مختلطين أو أكثر و10.43% من الهسبانيون أو اللاتينيون من أي عرق.
بلغ عدد الأسر 6,077 أسرة كانت نسبة 25.4% منها لديها أطفال تحت سن الثامنة عشر تعيش معهم، وبلغت نسبة الأزواج القاطنين مع بعضهم البعض 27.4% من أصل المجموع الكلي للأسر، ونسبة 16.1% من الأسر كان لديها معيلات من الإناث دون وجود شريك، بينما كانت نسبة 5.2% من الأسر لديها معيلون من الذكور دون وجود شريكة وكانت نسبة 51.3% من غير العائلات. تألفت نسبة 42.9% من أصل جميع الأسر من عدة أفراد يعيشون في نفس المنزل ونسبة 23.3% كانت تتألف من شخص يعيش بمفرده يبلغ من العمر 65 عاماً أو أكثر. وبلغ متوسط حجم الأسرة المعيشية 2.04، أما متوسط حجم العائلات فبلغ 2.78.
بلغ العمر الوسطي للسكان 43.2 عاماً. وكانت نسبة 20.4% من القاطنين تحت سن الثامنة عشر، وكانت نسبة 8.9% بين الثامنة عشر والرابعة والعشرين عاماً، ونسبة 22.4% كانت واقعةً في الفئة العمرية ما بين الخامسة والعشرين والرابعة والأربعين عاماً، ونسبة 24.8% كانت ما بين الخامسة والأربعين والرابعة والستين، ونسبة 23.5% كانت ضمن فئة الخامسة والستين عاماً فما فوق. وتوزع التركيب الجنسي للسكان بنسبة 44.1% ذكور و55.9% إناث.

## المناخ
يظهر الجدول التالي التغييرات المناخية على مدار السنة لغراس فالي:
| البيانات المناخية لـغراس فالي       | البيانات المناخية لـغراس فالي | البيانات المناخية لـغراس فالي | البيانات المناخية لـغراس فالي | البيانات المناخية لـغراس فالي | البيانات المناخية لـغراس فالي | البيانات المناخية لـغراس فالي | البيانات المناخية لـغراس فالي | البيانات المناخية لـغراس فالي | البيانات المناخية لـغراس فالي | البيانات المناخية لـغراس فالي | البيانات المناخية لـغراس فالي | البيانات المناخية لـغراس فالي | البيانات المناخية لـغراس فالي |
| الشهر                               | يناير                         | فبراير                        | مارس                          | أبريل                         | مايو                          | يونيو                         | يوليو                         | أغسطس                         | سبتمبر                        | أكتوبر                        | نوفمبر                        | ديسمبر                        | المعدل السنوي                 |
| ----------------------------------- | ----------------------------- | ----------------------------- | ----------------------------- | ----------------------------- | ----------------------------- | ----------------------------- | ----------------------------- | ----------------------------- | ----------------------------- | ----------------------------- | ----------------------------- | ----------------------------- | ----------------------------- |
| الدرجة القصوى °ف (°م)               | 77 (25)                       | 81 (27)                       | 81 (27)                       | 88 (31)                       | 99 (37)                       | 100 (38)                      | 108 (42)                      | 108 (42)                      | 104 (40)                      | 97 (36)                       | 87 (31)                       | 80 (27)                       | 108 (42)                      |
| متوسط درجة الحرارة الكبرى °ف (°م)   | 53.5 (11.9)                   | 55.2 (12.9)                   | 57.5 (14.2)                   | 62.1 (16.7)                   | 71.0 (21.7)                   | 79.5 (26.4)                   | 87.4 (30.8)                   | 87.1 (30.6)                   | 82.2 (27.9)                   | 72.1 (22.3)                   | 59.6 (15.3)                   | 53.1 (11.7)                   | 68.3 (20.2)                   |
| متوسط درجة الحرارة الصغرى °ف (°م)   | 32.0 (0.0)                    | 33.6 (0.9)                    | 36.0 (2.2)                    | 38.8 (3.8)                    | 45.4 (7.4)                    | 51.3 (10.7)                   | 56.2 (13.4)                   | 55.0 (12.8)                   | 50.5 (10.3)                   | 42.9 (6.1)                    | 36.2 (2.3)                    | 31.7 (−0.2)                   | 42.5 (5.8)                    |
| أدنى درجة حرارة °ف (°م)             | 15 (−9)                       | 9 (−13)                       | 19 (−7)                       | 26 (−3)                       | 27 (−3)                       | 36 (2)                        | 40 (4)                        | 41 (5)                        | 35 (2)                        | 27 (−3)                       | 19 (−7)                       | 3 (−16)                       | 3 (−16)                       |
| الهطول إنش (مم)                     | 9.69 (246)                    | 8.56 (217)                    | 8.32 (211)                    | 4.02 (102)                    | 1.97 (50)                     | 0.68 (17)                     | 0.12 (3.0)                    | 0.21 (5.3)                    | 0.79 (20)                     | 2.70 (69)                     | 6.73 (171)                    | 9.46 (240)                    | 53.26 (1٬353)                 |
| متوسط تساقط الثلوج إنش (سم)         | 2.2 (5.6)                     | 2.5 (6.4)                     | 2.4 (6.1)                     | 0.8 (2.0)                     | 0 (0)                         | 0 (0)                         | 0 (0)                         | 0 (0)                         | 0 (0)                         | 0 (0)                         | 0.3 (0.76)                    | 1.9 (4.8)                     | 10.0 (25)                     |
| متوسط أيام هطول الأمطار (≥ 0.01 in) | 13.1                          | 12.1                          | 11.9                          | 8.4                           | 5.5                           | 2.7                           | 0.2                           | 0.9                           | 2.2                           | 5.0                           | 10.0                          | 12.6                          | 84.6                          |
| متوسط الأيام المثلجة (≥ 0.1 in)     | 0.4                           | 1.0                           | 1.1                           | 0.2                           | 0                             | 0                             | 0                             | 0                             | 0                             | 0                             | 0.1                           | 0.6                           | 3.4                           |
| المصدر #1: NOAA                     |                               |                               |                               |                               |                               |                               |                               |                               |                               |                               |                               |                               |                               |
| المصدر #2: WRCC                     |                               |                               |                               |                               |                               |                               |                               |                               |                               |                               |                               |                               |                               |

## أعلام
- سيسيليا أجير
- جيرمي سيستو
- جو أغيري
- جون بيلينغهام
- باتريك برايس
- بوب غاردينر
- جون رولين ريدج
- إثيل كاثروود
- مات سوليفان
- جوزيه رويس